# Leland Stanford

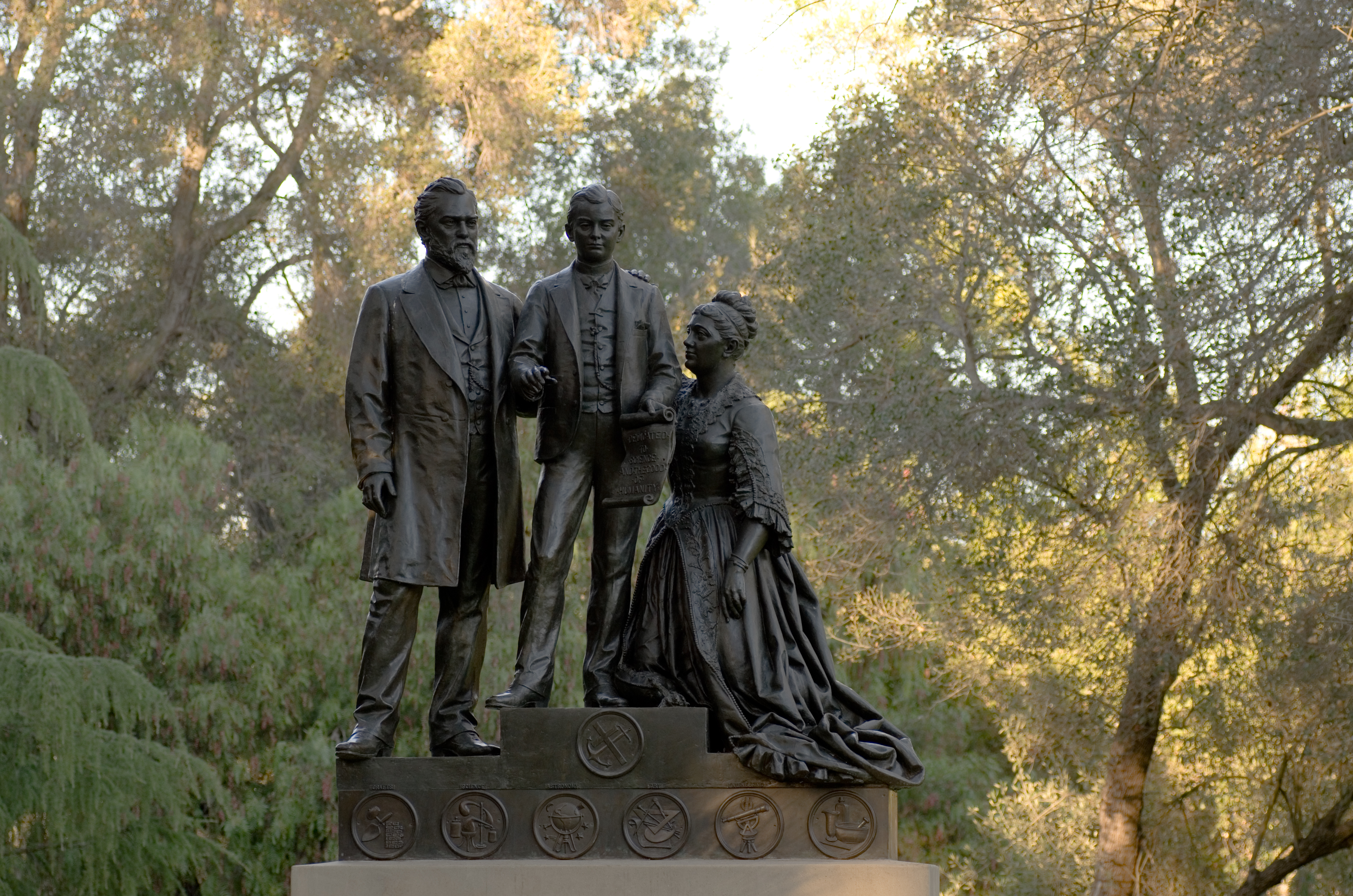
Standbeeld van Leland Stanford, zijn echtgenote en zoon op de campus van Stanford University.

Amasa Leland Stanford (9 maart 1824 - 21 juni 1893) was een Amerikaans industrieel, politicus en oprichter van de Stanford-universiteit. Stanford kwam ten tijde van de Californische goldrush van New York naar Californië, waar hij een succesrijk handelaar werd en een zakenimperium opbouwde. Hij was onder andere voorzitter van de spoorwegbedrijven Southern Pacific en Central Pacific. In 1861 werd hij, als Republikein, voor één termijn gekozen tot gouverneur van Californië. Van 1885 tot aan zijn dood in 1893 was Stanford senator. Door zijn engagement in zowel het zakenleven als de politieke wereld, had Stanford in Californië een enorme invloed.

## Biografie
Stanford werd in 1824 geboren in Watervliet, in de huidige gemeente Colonie in de staat New York. Hij was een van de acht kinderen van Josiah en Elizabeth Phillips Stanford. Josiah Stanford was een gegoed landbouwer.
Leland Stanford ging naar openbare scholen tot 1836, daarna kreeg hij thuisonderwijs. Hij ging vervolgens naar het Clinton Liberal Institute in Clinton en studeerde rechten aan het Cazenovia College in Cazenovia. Na zijn afstuderen trad hij in 1845 toe tot het advocatenbureau van Wheaton, Doolittle and Hadley in Albany. In 1848 werd hij toegelaten tot de balie.
In datzelfde jaar trok Stanford, samen met veel andere Amerikanen en immigranten, naar het westen. Hij vestigde zich in Port Washington (Wisconsin). In 1850 nomineerde de plaatselijke Whig Party hem als kandidaat-procureur voor Washington County. Op 30 september 1850 huwde Stanford met Jane Elizabeth Lathrop, dochter van een handelaar uit Albany. Het koppel bleef lang kinderloos, tot in 1868 Leland Stanford jr. geboren werd.
Nadat een brand onder andere zijn bibliotheek met boeken over recht - een indrukwekkende verzameling voor het midden-19e-eeuwse Middenwesten - had vernield, volgde Leland Stanford zijn vijf broers naar Californië, waar kort daarvoor de Californische goldrush was uitgebroken. Zijn echtgenote keerde tijdelijk terug naar haar familie in Albany terwijl Stanford samen met z'n broers zaken begon te doen in Michigan City (het huidige Michigan Bluff) in Placer County. Hij had een kruidenierswinkel en later een groothandel en diende daarnaast als vrederechter. Stanford hielp ook bij de oprichting van de openbare bibliotheek van Sacramento.
In 1855 keerde Stanford terug naar zijn echtgenote in Albany, maar hij kon niet meer wennen aan het 'langzame' leven in het oosten. Het echtpaar verhuisde daarom in 1856 naar Sacramento. Stanford ontwikkelde zich al snel tot een succesvol zakenman. Op 28 juni 1861 was hij een van vier grote zakenlui in Sacramento die gezamenlijk een eigen spoorwegonderneming op poten zetten, de Central Pacific Railroad. Stanford diende als voorzitter.
In Californië vertaalde Stanfords politieke engagement zich in de oprichting van de Californische afdeling van de Republikeinse Partij in 1856. Zowel in 1856 als in 1860 koos de partij hem als afgevaardigde naar de partijconventie die kiesmannen aanstelt voor de presidentsverkiezingen. In 1857 was Stanford kandidaat om penningmeester van de staat Californië te worden. Stanford stelde zich in 1859 kandidaat als gouverneur van Californië; zonder succes. Twee jaar later lukte het wel. Leland Stanford was de achtste gouverneur van de staat en diende van januari 1862 tot januari 1864. Tijdens zijn ambtstermijn halveerde de staatsschuld. Gouverneur Stanford zette zich in voor goed beheer van bossen en liet de eerste normaalschool in de staat oprichten (nu de San José State University). Hij maakte als gouverneur verschillende aanpassingen aan de Californische grondwet, waaronder verlenging van de ambtstermijn van de gouverneur van twee naar vier jaar. Stanford werd daarmee de laatste gouverneur met een ambtstermijn van twee jaar.
De goldrush had grote aantallen Chinese migranten naar Californië gebracht. In de mijnstadjes werden zij systematisch gediscrimineerd en vervolgd; hun aanwezigheid werd al snel een politiek issue. Stanford verzette zich vanaf het begin tegen de Chinese immigratie en verdedigde het "superieure blanke ras". Hoewel hem dat veel steun opleverde in de staat, viel hij in ongenade toen bleek dat Stanford als directeur van de Central Pacific heel veel Chinezen naar Californië had gehaald als goedkope werkkrachten.
In mei 1868 was Stanford betrokken bij de oprichting van de Pacific Union Express Company, die twee jaar later fuseerde met Wells Fargo and Company. Stanford was een van de bestuurders van dat bedrijf tot aan zijn dood in 1893, met een korte onderbreking in 1884.
Terwijl de Central Pacific-spoorlijn in aanbouw was, kochten Stanford en zijn zakenpartners in 1868 een meerderheidsaandeel in de Southern Pacific Railroad. Het was met de Central Pacific dat Stanford het westelijke deel van de First Transcontinental Railroad aanlegde. Leland Stanford was aanwezig op de ceremoniële voltooiing van de spoorlijn in Promontory (Utah) op 10 mei 1869. Hij leidde de holding van de Central Pacific en Southern Pacific tot 1890, toen zijn zakenpartner Collis Potter Huntington hem uit het bedrijf zette.

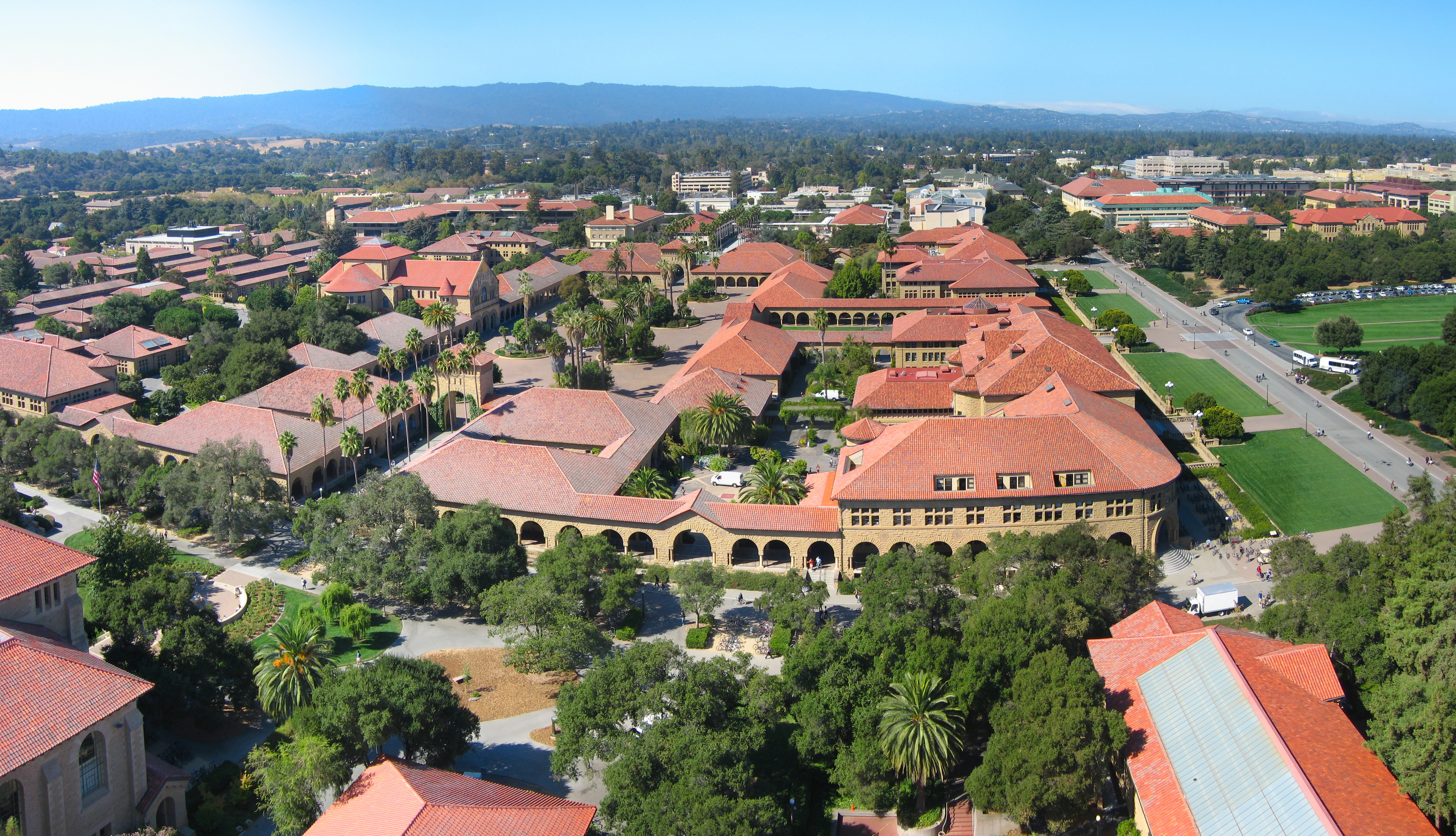
Stanford University, een van de beste particuliere universiteiten in de VS, vormt nu het intellectuele hart van Silicon Valley. Leland Stanford en zijn echtgenote richtten de universiteit op ter nagedachtenis van hun op jonge leeftijd overleden zoon.

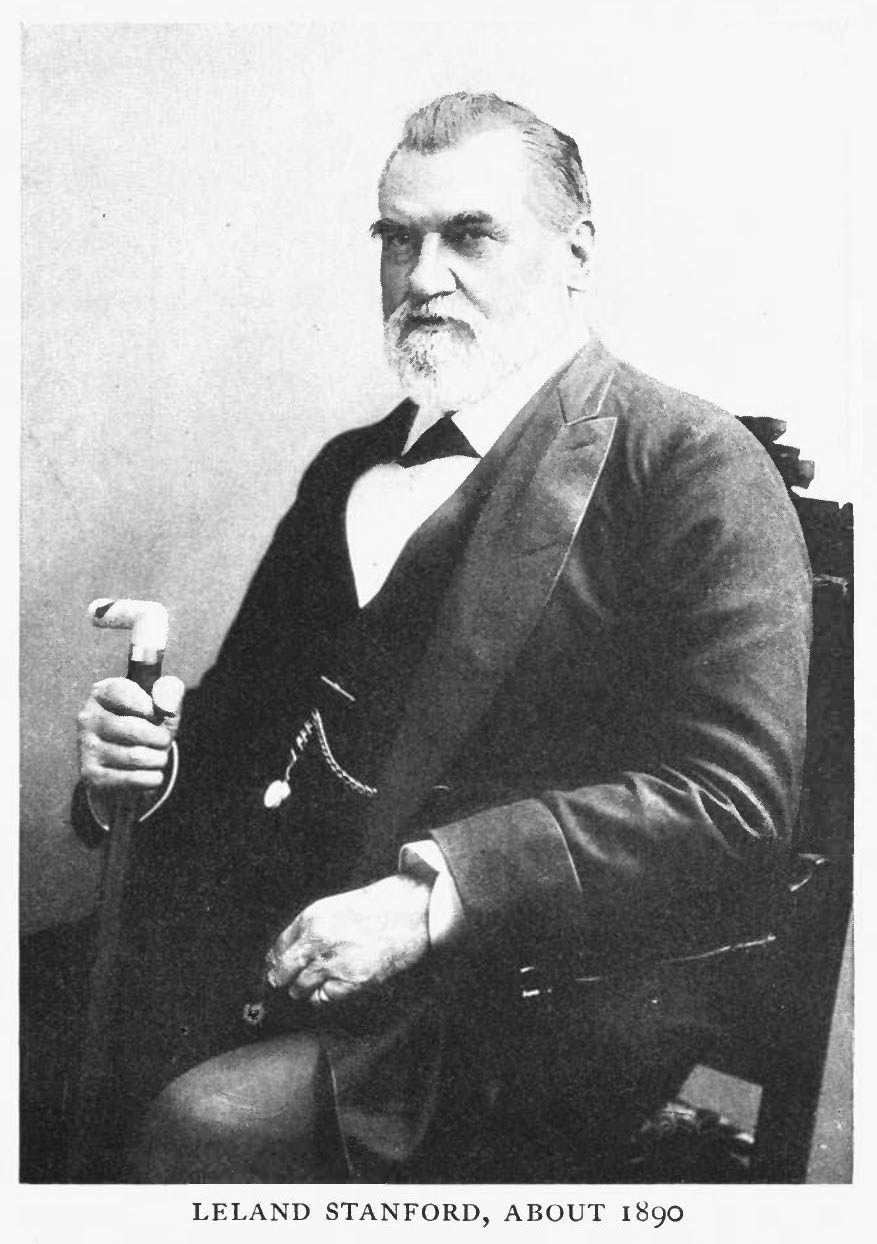
Leland Stanford circa 1890.

In 1884 overleed Leland Stanford jr. op 15-jarige leeftijd aan de gevolgen van buiktyfus tijdens een reis in Italië. Leland Stanford en zijn echtgenote Jane besloten om een universiteit op te richten als gedenkteken voor hun overleden zoon. Dit werd Stanford-universiteit, officieel Leland Stanford Junior University. De universiteit werd in 1885 opgericht en opende in 1891. Als locatie hadden ze voor hun eigen boerderij in het noorden van Santa Clara County gekozen.
Stanford zetelde van 1885 tot aan zijn dood in 1893 in de senaat. Vier jaar was hij voorzitter van de commissie voor openbare gebouwen. Hij was ook lid van de commissie voor de Amerikaanse marine. Stanford schreef verschillende wetsvoorstellen op basis van ideeën die de Populisten op dat moment ook verdedigden, waaronder een wetsvoorstel om coöperaties aan te moedigen en een voorstel om de gouden standaard los te laten.
Op 21 juni 1893 overleed de 69-jaar oude Stanford in zijn huis in Palo Alto. Hij werd in het familiemausoleum op de campus van de Stanford-universiteit begraven.